# Il gran Tamerlano
Il gran Temerlano (título original en italiano; en español, El gran Tamerlán) es una ópera seria en tres actos con música de Josef Mysliveček y libreto en italiano de Agostino Piovene. Se estrenó en el Teatro Regio Ducal de Milán el 26 de diciembre de 1771, inaugurando la temporada de carnaval en la ciudad lombarda.
Il gran Tamerlano tuvo éxito, tanto que el mismo Mysliveček lo menciona en una carta que envió al Padre Martini datada el 7 de enero de 1772.
El drama del Divino Boemo fue puesto en escena en tiempos modernos solamente dos veces, ambas en idioma checo bajo el nombre de Tamerlan. La primera fue puesta en escena en versión integral en los años sesenta en el Teatro Nacional de Brno. La segunda se representó una versión reducida (sin los recitativos secos y algunas arias, incluso eliminando algunos personajes en el año 1977 en el Teatro Nacional de Praga bajo la dirección de Josef Kuchinka. 